# جيانبيترو زيتشين
جيانبيترو زيتشين (بالإيطالية: Gianpietro Zecchin)‏ (5 مايو 1983 في إيطاليا - ) هو لاعب كرة قدم إيطالي في مركز الوسط. لعب مع نادي بادوفا ونادي رافينا ونادي فاريسي ونادي سودتيرول وItaly national football C team ‏ ونادي غروسيتو.